# Autophagie (psychiatrie)
Pour les articles homonymes, voir Autophagie (homonymie).
L’autophagie (des mots grecs autos « soi-même », et phagein « manger ») désigne un trouble mental ou un symptôme d’un trouble mental caractérisé par le fait pour un individu de s’infliger une douleur à lui-même en mordant ou en mangeant une partie de son propre corps. L’autophagie est une forme de comportement d’automutilation qui consiste à provoquer des douleurs vives à soi même en portant atteinte à l’enveloppe corporelle, en consommant sa propre chair.
Ce terme psychiatrique est également utilisé dans le domaine physiologique pour designer un processus naturel au cours duquel l'organisme consomme ses propres tissus en réaction à une faim sévère, dans le but d'éliminer les cellules mortes.

## Causes et symptômes
L'autophagie peut se manifester par le fait de mâcher la peau morte localisée au bout des doigts ou sur les lèvres. L'autophage mord ses ongles et ses doigts. Il peut également mutiler sa paume, ses orteils ou une partie de son propre corps,. Il s'inflige de graves blessures aux doigts en les rongeant entièrement. Le fait de mâcher ses propres doigts, peut ainsi provoquer une automutilation par autophagie. Il peut, par ailleurs, dans les cas le plus grave, mordre et manger la chair de son propre corps. Ce type de comportement s'apparente à une forme d'auto-cannibalisme. La victime est incapable de réprimer l'envie de mordre ou de mâcher sa propre chair. Avant le passage à l'acte, l'autophage qui ne parvient à contrôler ses impulsions, est dominé par une tension ou une excitation. À l'exécution de l'acte, il éprouve un soulagement ou une gratification. Après l'acte, l'individu peut ne ressentir aucun regret.
Les facteurs à l'origine du syndrome autophagique ne sont pas clairement identifiés. Mais, dans bien des cas, le comportement d'autophagie est souvent associé à divers troubles psychiatriques tels que la schizophrénie, la psychose et le trouble obsessionnel compulsif. L'autophagie peut également se manifester chez les patients affectés par d'autres pathologies, notamment le syndrome de Lesch-Nyhan ou la neuropathie diabétique. L'anxiété sexuelle grave, l'impulsivité et l'isolement social sont des facteurs qui peuvent causer l'autophagie. Ces sévices auto-infligés peuvent être liés à l'envie de consommer des objets non comestibles (pica), à un excès de stress ou à une détresse psychologique.

## Traitement
La prise en charge médicale de l'autophagie permet de traiter les causes physiologiques sous-jacentes et les différentes blessures dans le but d'accélérer la guérison des atteintes corporelles et d'éviter les infections. Les antidépresseurs et les antipsychotiques sont également prescrits lorsque le comportement autophagique est lié à un trouble psychiatrique tel que le trouble obsessionnel compulsif[réf. nécessaire].
Plusieurs approches psychologiques constituent des réponses efficaces qui permettent d'identifier, puis d'enrayer les facteurs de stress, les causes psychologiques et de traiter avec succès les troubles psychiatriques. Elles sont grandement bénéfiques aux autophages. Dans cette perspective, la thérapie cognitive est préconisée dans le but d'identifier et de corriger les pensées négatives qui sont à l'origine des comportements autophagiques. La thérapie comportementale est une autre approche psychologique. Il s'agit d'un traitement comportemental qui contribue à la modification des comportements autophagiques, en les remplaçant par des comportements adaptés[réf. nécessaire].